# Sionireservoaren
Sionireservoaren (georgiska: სიონის წყალსაცავი, Sionis tsqalsatsavi) är ett vattenmagasin i floden Iori, vid orten Sioni i det georgiska distriktet Tianeti. Den ligger i den östra delen av landet, 40 km norr om huvudstaden Tbilisi.
Sionireservoaren ligger 1 041 meter över havet. Arean är 5,8 kvadratkilometer. Omgivningarna runt Sionireservoaren är en mosaik av jordbruksmark och naturlig växtlighet. Den sträcker sig 5,2 kilometer i nord-sydlig riktning, och 4,0 kilometer i öst-västlig riktning.